# Rezerwat przyrody Ługi
Rezerwat przyrody Ługi – faunistyczny rezerwat przyrody na terenie Włoszczowsko-Jędrzejowskiego Obszaru Chronionego Krajobrazu w gminie Włoszczowa, w powiecie włoszczowskim, w województwie świętokrzyskim.
- Powierzchnia: 88,39 ha[2] (akt powołujący podawał 90,23 ha)
- Rok utworzenia: 1981
- Dokument powołujący: Zarządz. MLiPD z 21.09.1981; MP. 26/1981, p. 231
- Numer ewidencyjny WKP: 043
- Charakter rezerwatu: częściowy
- Przedmiot ochrony: naturalny zespół wodno-błotno-bagienny i leśny z lęgowiskami i warunkami bytowania rzadkich i chronionych ptaków (kaczki – krzyżówka, podgorzałka, cyraneczka oraz inne gatunki: łyska, perkoz, kokoszka zwyczajna, czapla siwa, bocian czarny, żuraw, czajka, brodziec krwawodzioby)

Na terenie otoczonego lasami rezerwatu znajduje się zbiornik wodny Ługi oraz wydmy.
Stwierdzono tu występowanie 16 chronionych i zagrożonych gatunków roślin naczyniowych, w tym rosiczki długolistnej.